# Tænker du vi danser
Tænker du vi danser er det tredje studiealbum af den danske sangerinde og sangskriver Marie Key. Det udkom den 2. februar 2015 på Genlyd og Sony Music. Albummet er ligesom de to foregående produceret af Andreas "Maskinen" Sommer. Om albummet har Marie Key udtalt: "Med få undtagelser er det – efter min mening – en meget lys plade. Både i sin musikalitet og i sine tekster er det et optimistisk album. Flere af sangene handler om at give slip på de forbehold og betænkeligheder man måtte have og tro på kærligheden og fremtiden".
Albummets første single "Fatter det nu", udkom den 29. december 2014. Sangen var den femte mest spillede sang samlet set på P3 og P4 i 2015. "Hjerte der banker" udkom som albummets anden single den 20. marts 2015. Sangen handler ifølge Marie Key om den opmærksomhed som fulgte med successen med  hendes forrige album, og om hvordan "du er havnet i noget, som du har svært ved at kontrollere".
Albummet debuterede som nummer ét på hitlisten, med 5062 solgte og streamede enheder i den første uge. I januar 2016 modtog albummet platin for 20.000 solgte eksemplarer.

## Spor
Alle sange skrevet og komponeret af Marie Key; undtagen "Elsk mig nu" skrevet af Marie Key, Liam O'Connor og Troels Abrahamsen. 
| #   | Titel                 | Længde |
| --- | --------------------- | ------ |
| 1.  | "Fatter det nu"       | 3:06   |
| 2.  | "Fryser med dig"      | 3:38   |
| 3.  | "Tænker du vi danser" | 3:50   |
| 4.  | "Hvis du går"         | 2:51   |
| 5.  | "Dans"                | 3:32   |
| 6.  | "Hjerte der banker"   | 2:58   |
| 7.  | "Elsk mig nu"         | 3:17   |
| 8.  | "Oceaner"             | 2:47   |
| 9.  | "Bryllup"             | 3:32   |
| 10. | "Dit sekund"          | 3:33   |

- "Elsk mig nu" er en coverversion af L.O.C.-sangen "#%!@ mig nu", og indeholder en sample fra "Cannibal" af VETO.[7]

## Hitlister
| Hitliste (2015)        | Højeste placering |
| ---------------------- | ----------------- |
| Danmark (Album Top-40) | 1                 |

| Hitliste (2015) | Placering |
| --------------- | --------- |
| Danmark         | 10        |

| Land (Organisation) | Certificering |
| ------------------- | ------------- |
| Danmark (IFPI)      | Platin        |